# Dorothea Richter
Dorothea Richter (Halle, 25 aprile 1983) è un'ex cestista tedesca.
Alta 176 cm, giocava come guardia.

## Carriera
Nel 2007 è stata convocata per gli Europei in Italia con la maglia della nazionale della Germania.